# 贝特里奇头条定律
贝特里奇新闻标题定律（英語：Betteridge's law of headlines）是一个俗语：“任何以问号结尾的新闻标题，都能够用‘不’来回答。” 该定律以英国科技记者伊恩·贝特里奇（Ian Betteridge）命名，尽管有关该定律之理论的出现早于贝特里奇活跃的年份。与类似的“定律”（比如墨菲定律）一样，这是一个幽默的格言，而不是字面意义上的事实。